# Hiroshi Izumi
Hiroshi Izumi (22 de junho de 1982) é um ex-judoca japonês e atual praticante de MMA.
Foi vice-campeão olímpico nos Jogos Olímpicos de 2004 em Atenas
Campeão Mundial de Judô em 2005 e campeão Asiático de judô em 2008.